# Кардьель, Хорхе
Хорхе Кардьель Гайтан (исп. Jorge Cardiel Gaytán, 23 апреля 1924) — мексиканский баскетболист. Участник летних Олимпийских игр 1948 и 1952 годов,  трёхкратный чемпион Игр Центральной Америки и Карибского бассейна 1946, 1950 и 1954 годов.

## Биография
Хорхе Кардьель родился 23 апреля 1924 года.
Трижды выигрывал золотые медали баскетбольных турниров на Играх Центральной Америки и Карибского бассейна в 1946 году в Барранкилье, 1950 году в Гватемале и в 1954 году в Мехико.
В 1948 году вошёл в состав сборной Мексики по баскетболу на летних Олимпийских играх в Лондоне, занявшей 4-е место. Провёл 5 матчей, набрал 2 очка в матче со сборной США.
В 1952 году вошёл в состав сборной Мексики по баскетболу на летних Олимпийских играх в Хельсинки, занявшей 9-е место. Провёл 3 матча, набрал 7 очков (5 — в матче со сборной Финляндии, по 1 — со сборными Болгарии и СССР).